# Židovské hřbitovy v Praze

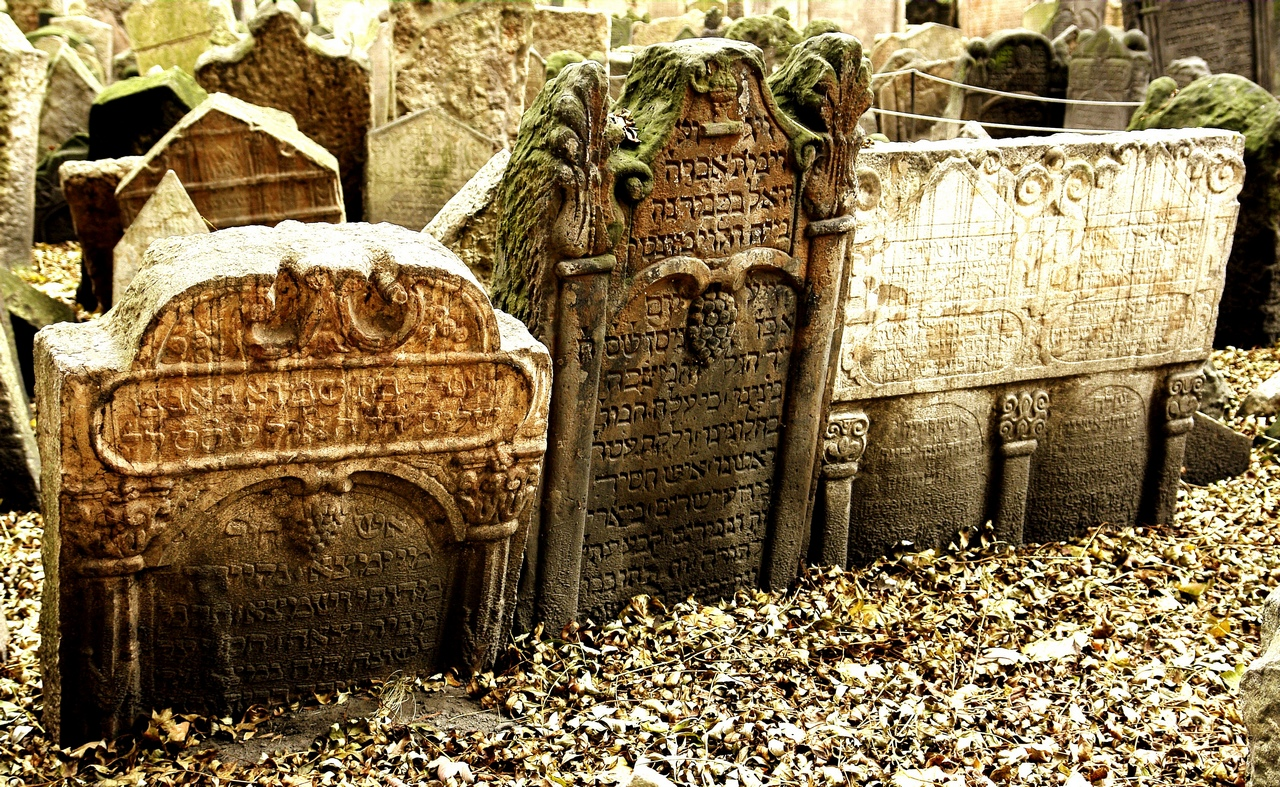
Nárhobky na Starém hřbitově v Josefově

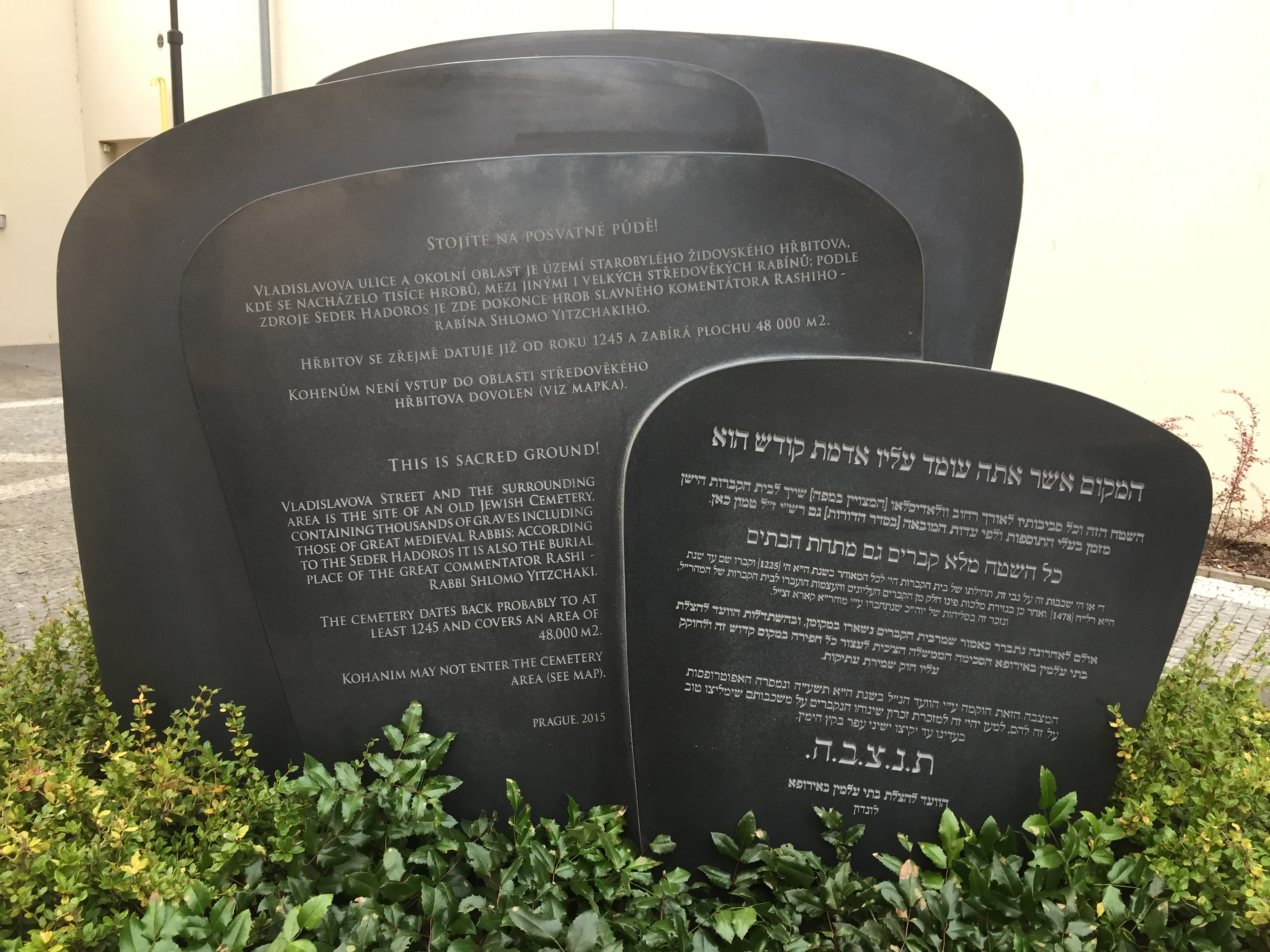
Židovská zahrada - památník druhého nejstaršího židovského hřbitova v Praze

V průběhu staletí existovalo v Praze vícero židovských hřbitovů, z nichž některé k pohřbívání zesnulých slouží dosud. 
Dva nejslavnější židovské hřbitovy v Praze jsou Starý židovský hřbitov v městské části Josefov a Nový židovský hřbitov v městské části Olšany, které zároveň patří mezi významné pamětihodnosti. Každoročně je navštíví tisíce turistů.

## Historie
Nejstarším židovským hřbitovem v Praze byla Židovská zahrada na počátku 13. století. Ta se nacházela pravděpodobně před zdmi Starého Město. Toto pohřebiště však v roce 1478 král Vladislav II. zrušil a místo něho byl založen dodnes existující  Starý židovský hřbitov v dnešním Josefově. Ten svému účelu sloužil do roku 1787 a dnes patří mezi nejslavnější židovské hřbitovy v Evropě. I přes nevelkou rozlohu (asi 1 ha) se zde nachází více než 12 000 náhrobků s ostatky přibližně 100 000 osob. 
Když byly v době panování císaře Josefa II. zakázány pohřby uvnitř měst, začala pražská židovská obec od roku 1787 své mrtvé pohřbívat na židovském hřbitově na Žižkově. Toto pohřebiště existovalo již od roku 1680 a sloužilo především v době morových epidemií (v letech 1679–1680 a 1713–1714). Na konci 19. století byla na Olšanech zřízena z 12 menších pohřebišť komunální nekropole pro celou Prahu, dimenzovaná pro dva miliony hrobů, která zahrnuje též oddělení pro pravoslavné křesťany a muslimy. 
V těsném sousedství těchto hřbitovů získala židovská obec pozemek o výměře přes 100 000 m², kde roku 1890 založila nový hřbitov s místem pro přibližně 100 000 hrobů, z nichž bylo v roce 2019 obsazeno asi 25 000.

## Seznam hřbitovů
Kromě těchto pohřebišť jsou na území Prahy ještě další židovské hřbitovy:
| hřbitov                                                                       | městská část  |
| ----------------------------------------------------------------------------- | ------------- |
| Židovská zahrada                                                              | Nové Město    |
| Starý židovský hřbitov v Praze-Josefově                                       | Josefov       |
| Starý židovský hřbitov v Praze-Žižkově                                        | Žižkov        |
| Nový židovský hřbitov na Olšanech                                             | Žižkov-Olšany |
| Starý židovský hřbitov na Smíchově                                            | Smíchov       |
| Nový židovský hřbitov na Smíchově (jedno z oddělení hřbitova na Malvazinkách) | Smíchov       |
| Starý židovský hřbitov v Praze-Libni                                          | Libeň         |
| Nový židovský hřbitov v Praze-Libni                                           | Libeň         |
| Židovský hřbitov v Praze-Uhříněvsi                                            | Uhříněves     |